# Alfred Brunner (Diplomat)
Alfred Brunner (* 13. August 1890 in Bern; † 9. August 1953) war ein Schweizer Diplomat.

## Leben
Brunner war vom 18. Oktober 1924 bis 1928 als Geschäftsträger ad interim der Leiter der Gesandtschaft in Japan. Nach anderen Verwendungen fungierte er zwischen dem 11. Juli 1933 und dem 21. September 1935 als Leiter des Konsulats in Teheran. Danach wurde er am 21. September 1935 als Geschäftsträger ad interim Leiter der Gesandtschaft in Ägypten und fungierte dort vom 24. Dezember 1937 bis 1945 als Geschäftsträger. Nach einer kurzzeitigen Verwendung vom 1. Juni bis zum 24. August 1945 als Minister im Aussenministerium, dem Eidgenössischen Politischen Departement (heute Eidgenössisches Departement für auswärtige Angelegenheiten), übernahm er am 24. Mai 1945 den Posten als Gesandter in Ägypten und übte diesen bis zum 11. Mai 1948 aus. Zugleich fungierte er vom 1. Mai 1946 bis zum 11. Mai 1948 als Gesandter im Irak.
Zuletzt wurde Brunner am 24. Februar 1948 Nachfolger von Maximilian Jaeger als Gesandter in Portugal und übte diesen Posten bis zu seinem Tode am 9. August 1953 aus. Daraufhin war Georges Bonnant zunächst Geschäftsträger, ehe Beat von Fischer sein dortiger Nachfolger wurde.
Sein Sohn war der Diplomat Edouard Brunner, der unter anderem zwischen 1984 und 1989 Staatssekretär im Eidgenössischen Departement für auswärtige Angelegenheiten, von 1989 bis 1993 Botschafter in den Vereinigten Staaten sowie zwischen 1993 und 1997 Botschafter in Frankreich war.